# Паул Пабст
Пауль Пабст (при народженні Крістіан-Ґеорґ-Пауль Пабст, нім. Christian Georg Paul Pabst; 27 травня 1854, Кенігсберг — 9 червня 1897, Москва) — німецький піаніст, фортепіанний педагог і композитор. Син композитора Авґуста Пабста (1811—1885), згодом директора Ризької консерваторії; брат Луї Пабста (1846—1903), музичного педагога, засновника Мельбурнської академії музики.

## Біографія
Навчався музики у свого батька, потім у Віденській академії музики в Антона Доора. З 1875 року викладав у Ризі. 1878 року приїхав до Росії і до самої смерті викладав у Московській консерваторії. З 1881-го - професор. Серед його учнів Костянтин Миколайович Ігумнов, Олександр Борисович Гольденвейзер, Олександр Федорович Гедіке, Олена Олександрівна Бекман-Щербіна, Микола Карлович Метнер, Георгій Едуардович Конюс, Арсеній Миколайович Корещенко та інші. «Величезний, важкий тевтон з бульдогоподібним обличчям (його постать навіювала страх, а тим часом це була добра людина!» — згадував про Пабста Михайло Букінік, що вчився в цей період в консерваторії.
Пабст також сам виступав як піаніст, уславившись виконанням музики Роберта Шумана та Ференца Ліста. Виконував він і власні твори, зокрема фантазії на теми з опер Петра Ілліча Чайковського «Євгеній Онєгін», «Пікова дама», «Мазепа» та балету «Спляча красуня». З Чайковським Пабста пов'язували дружні стосунки, вважається[ким?], що Пабст редагував деякі його фортепіанні твори, у тому числі партію фортепіано у Першому концерті; Чайковський присвятив Пабсту концертний полонез із Вісімнадцяти п'єс для фортеп'яно, тв. 72 (1893). Пабсту також присвячено Сім фортепіанних п'єс, тв. 10 Сергія Васильовича Рахманінова (1894).
Помер 1897 року. Похований на Введенському цвинтарі (6 ділянка).
Фантазії та транскрипції Пабста входили до виконавського репертуару Сергія Рахманінова, Олександра Зілоті, Костянтина Ігумнова, Володимира Софроницького та інших видатних піаністів, одну з них записав у 1940-і роки Григорій Гінзбург. Також з-поміж творів Пабста фортепіанне тріо та концерт для фортепіано з оркестром (1885), присвячений Антону Григоровичу Рубінштейну і вперше виконаний автором з оркестром під керуванням Рубінштейна. Після більш ніж ста років забуття цей концерт був знову виконаний в 2005 грецьким піаністом Панайотісом Трохопулосом і оркестром під керівництвом британського диригента Маріуса Стравінського; надалі його також записав Олег Маршев.